# Centrale géothermique Olkaria IV
La centrale géothermique Olkaria IV est une centrale géothermique opérationnelle au Kenya, d'une capacité installée de 140 MW,.

## Emplacement
La centrale est située dans la région d' Olkaria, dans le comté de Nakuru, à proximité du parc national de Hell's Gate, à environ 114 km  au sud-est de Nakuru, où se trouve le siège du comté.Elle est située à 122 km  au nord-ouest de Nairobi, capitale et plus grande ville du Kenya.

## Aperçu historique
La centrale est l'une des six centrales géothermiques opérationnelles, en construction ou prévues dans la région d'Olkaria dans le comté de Nakuru, Olkaria I, Olkaria II, Olkaria III, Olkaria IV Olkaria V  sont opérationnelles et Olkaria VI est prévue pour 2021.
La centrale géothermique Olkaria IV est mise en service par Uhuru Kenyatta, président du Kenya, le 22 octobre 2014. Son coût de construction est de 11 milliards de shillings (126,5 millions de dollars), cofinancée par la Banque mondiale, le gouvernement du Kenya et la Banque européenne d'investissement. Le matériel a été fourni par Hyundai Engineering (Corée du Sud), Toyota Tsusho (Japon) et KEC International (Inde).
En août 2014, un millier de Massaïs ont été deplacés pour faire place au projet.

## Propriété
La centrale d'Olkaria IV appartient à la Kenya Electricity Generating Company (KenGen), dont les actions sont cotées à la Bourse de Nairobi, et appartient à 70% au gouvernement du Kenya et les 30% restants à des institutions privées et à des particuliers,,.